# Phyllopertha taiwana
Phyllopertha taiwana är en skalbaggsart som beskrevs av Li och Yang 1997. Phyllopertha taiwana ingår i släktet Phyllopertha och familjen Rutelidae. Inga underarter finns listade i Catalogue of Life.